# Gemarkung Mainecker Forst (Ost)
Der Mainecker Forst (Ost) ist ein Waldgebiet und eine Gemarkung auf dem Gemeindegebiet von Mainleus im Landkreis Kulmbach (Oberfranken, Bayern), ursprünglich im Mainecker Forst gelegen, einem gemeindefreien Gebiet im Landkreis Lichtenfels, das am 31. Dezember 1999 aufgelöst wurde.
Die Gemarkung hat eine Fläche von 1,913 km². Sie ist in 14 Flurstücke aufgeteilt, die eine durchschnittliche Flurstücksfläche von 136.670,46 m² haben. Benachbarte Gemarkungen sind Buchau und Mainecker Forst (West) im Westen, Dörfles, Buchau und Lopp im Süden, Motschenbach im Osten und Schwarzach bei Kulmbach im Norden.